# 飛島インターチェンジ

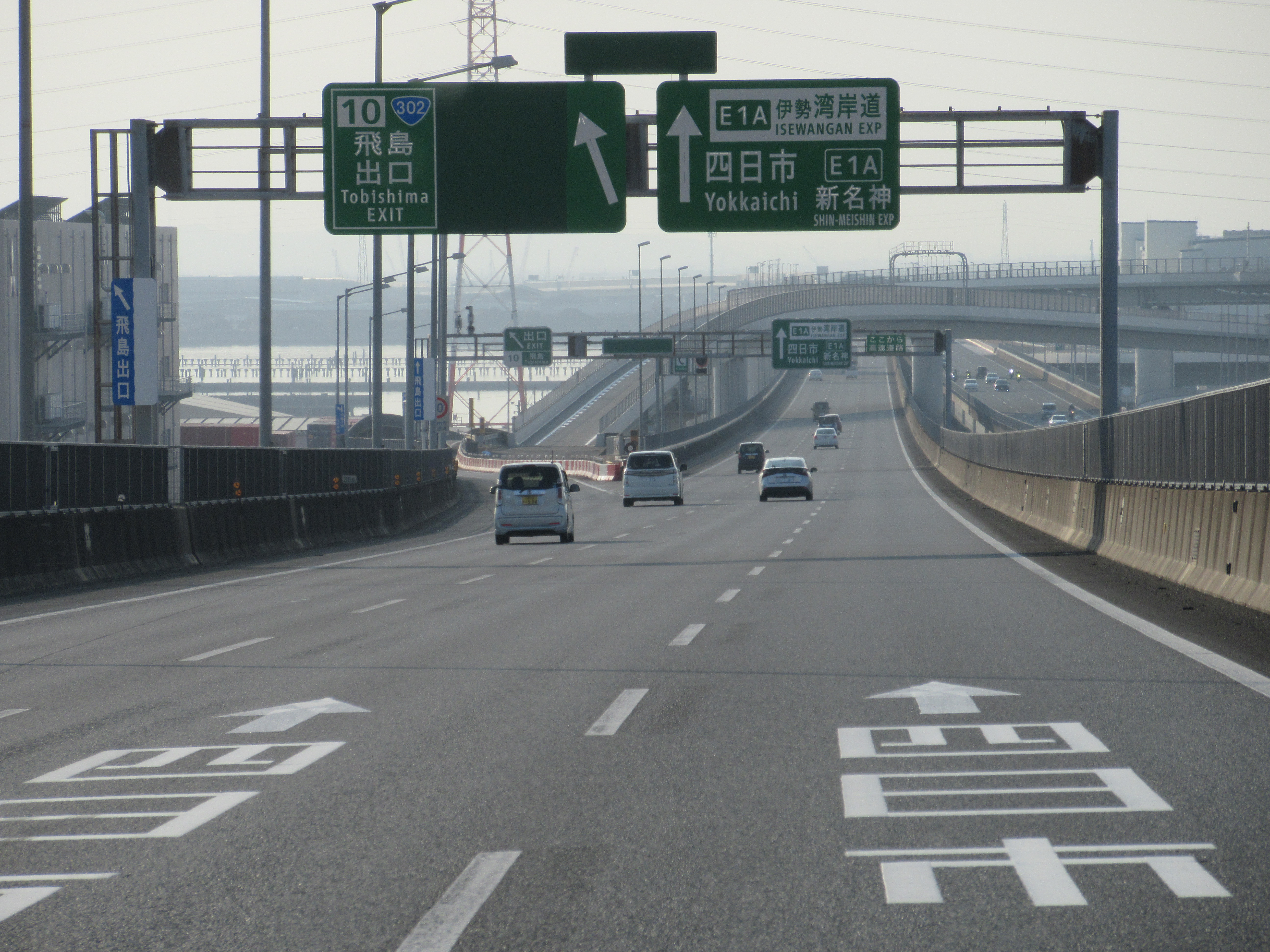
下り線出口（2021年2月）

飛島インターチェンジ（とびしまインターチェンジ）は、愛知県海部郡飛島村にある、伊勢湾岸自動車道・伊勢湾岸道路（国道302号：有料道路区間）のインターチェンジである。

## 概要
名古屋港の木場金岡ふ頭に敷設されたインターチェンジである。ダイヤモンド型のインターチェンジで、東側に豊田JCT方面への入口と同方面からの出口が、西側に四日市JCT方面への入口と同方面からの出口が設けられている。
東海ICから当ICまでは伊勢湾岸道路（国道302号：有料区間、高速自動車国道に並行する一般国道自動車専用道路）であり、当IC以西は高速自動車国道である。
飛島IC - 東海IC間は一般国道でもあるため、この区間についてはその前後で接続する高速自動車国道と同条件で走行できるように規制を設けている。このため、豊田方面側入口付近には最低速度を示す標識を設置している。また、本線合流部にもこれに関連した標識を設置している（詳細は伊勢湾岸自動車道#概要を参照）。
2021年5月1日には、当ICに併設して飛島ジャンクションが供用開始した。ただし飛島インターチェンジから名古屋第二環状自動車道に出入りすることはできない（該当車両は飛島北インターチェンジを利用する）。

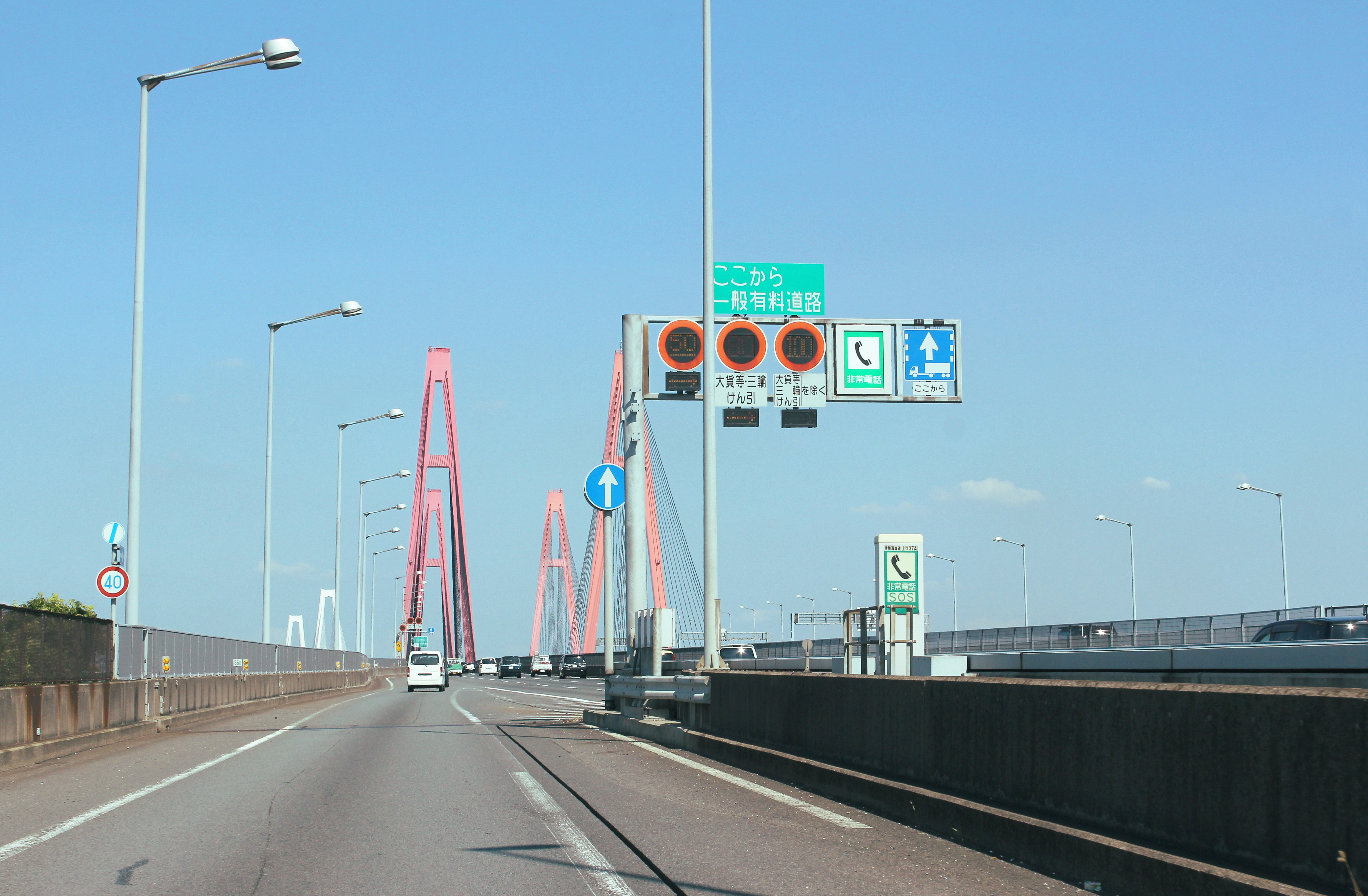
豊田方面入口本線合流部に設置されている規制標識

## 歴史

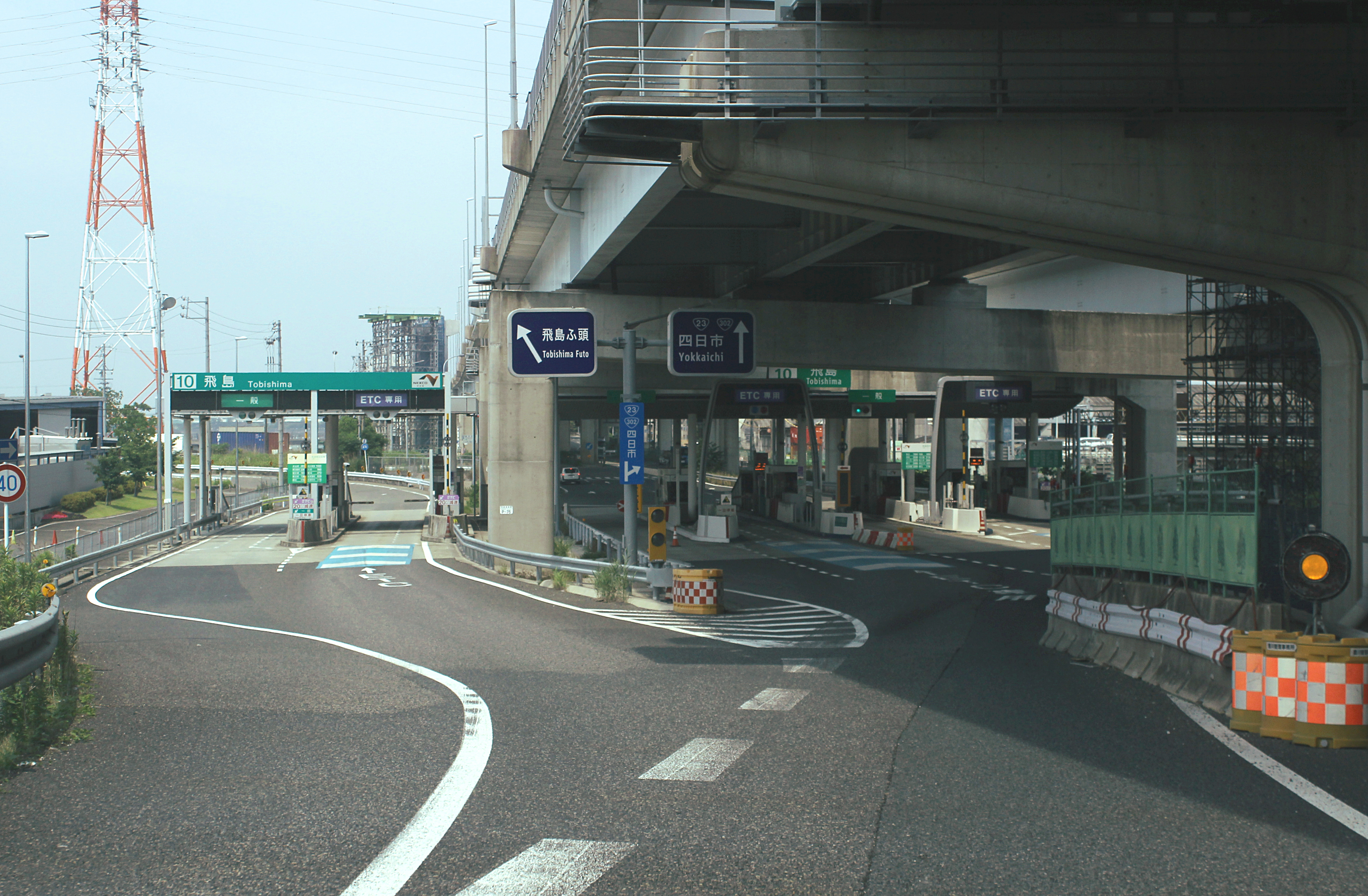
豊田方面からの出口は2009年10月以降、渋滞緩和のため飛島ふ頭方面（左折専用）と国道302号（名古屋環状2号線）方面に分離された。

飛島ICは1985年3月に名港西大橋一期線（北側の橋）供用開始に伴って開設されたが、当時は金城ふ頭側（現在の名港中央IC）に料金所を集約したことから、飛島側はフリーとされた。1998年3月の名古屋南IC - 名港中央IC間延伸によって飛島ICとしてオープンした。
オープン後、豊田方面からの出口が混雑をきたすことから、運輸業界サイドからICの再整備が要請された。要請を受けて当ICの豊田方面からの出口は新たに飛島ふ頭方面の左折専用トールゲートが新設された。

### 年表
- 1985年（昭和60年）3月20日 : 名港中央IC - 当IC間開通（当時は有料道路「名港西大橋」として）に伴い一部供用開始[10]。
- 1998年（平成10年） 3月30日 : 名古屋南IC - 名港中央IC間延伸開業によって飛島ICとして開設[8]。
- 2000年（平成12年）3月25日 : 飛島IC - 湾岸弥富IC間が開通したが、湾岸弥富方面出入口の開設は見送られた[11]。
- 2002年（平成14年）3月24日 : 湾岸弥富IC - みえ川越IC延伸に伴い、当IC四日市方面出入口を開設[12]。
- 2009年（平成21年）10月26日 : 渋滞緩和のため国道302号桜木大橋交差点の改良工事完了。豊田方面からの出口に飛島ふ頭方面への左折レーンと料金所を増設[6]。

## 周辺
- 名古屋港 飛島埠頭（貯木場、コンテナ埠頭など）
- JERA 西名古屋火力発電所
- 三菱重工業名古屋航空宇宙システム製作所 飛島工場
- 川崎重工業航空宇宙システムカンパニー 名古屋第一工場・第二工場

## 接続する道路
- 国道302号（名古屋環状2号線）[3]
- 愛知県道71号名古屋西港線

## 料金所

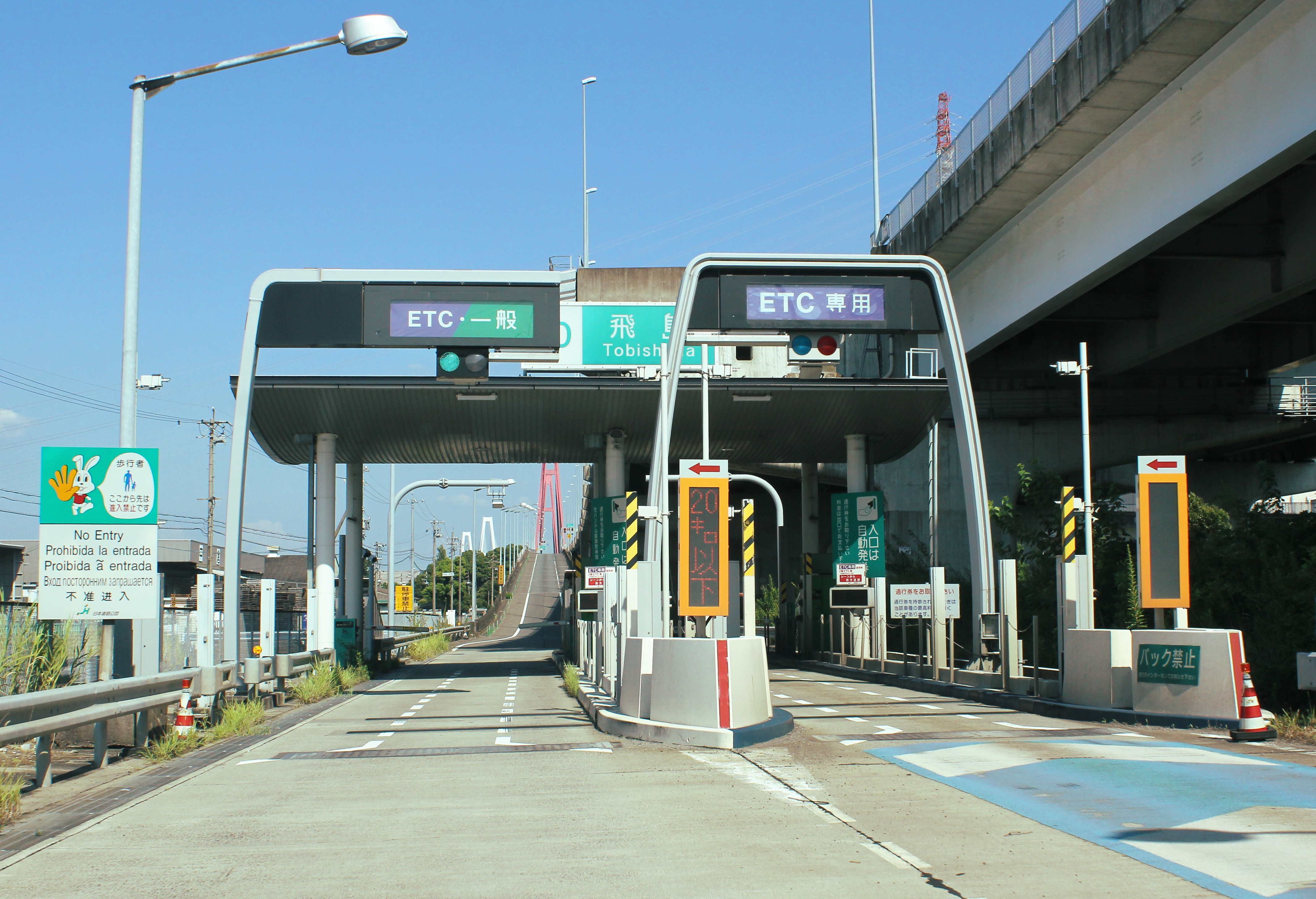
豊田方面への入口。国道302号（名古屋環状2号線）有料区間の入口でもある。奥に名港西大橋（名港トリトン）を望む。

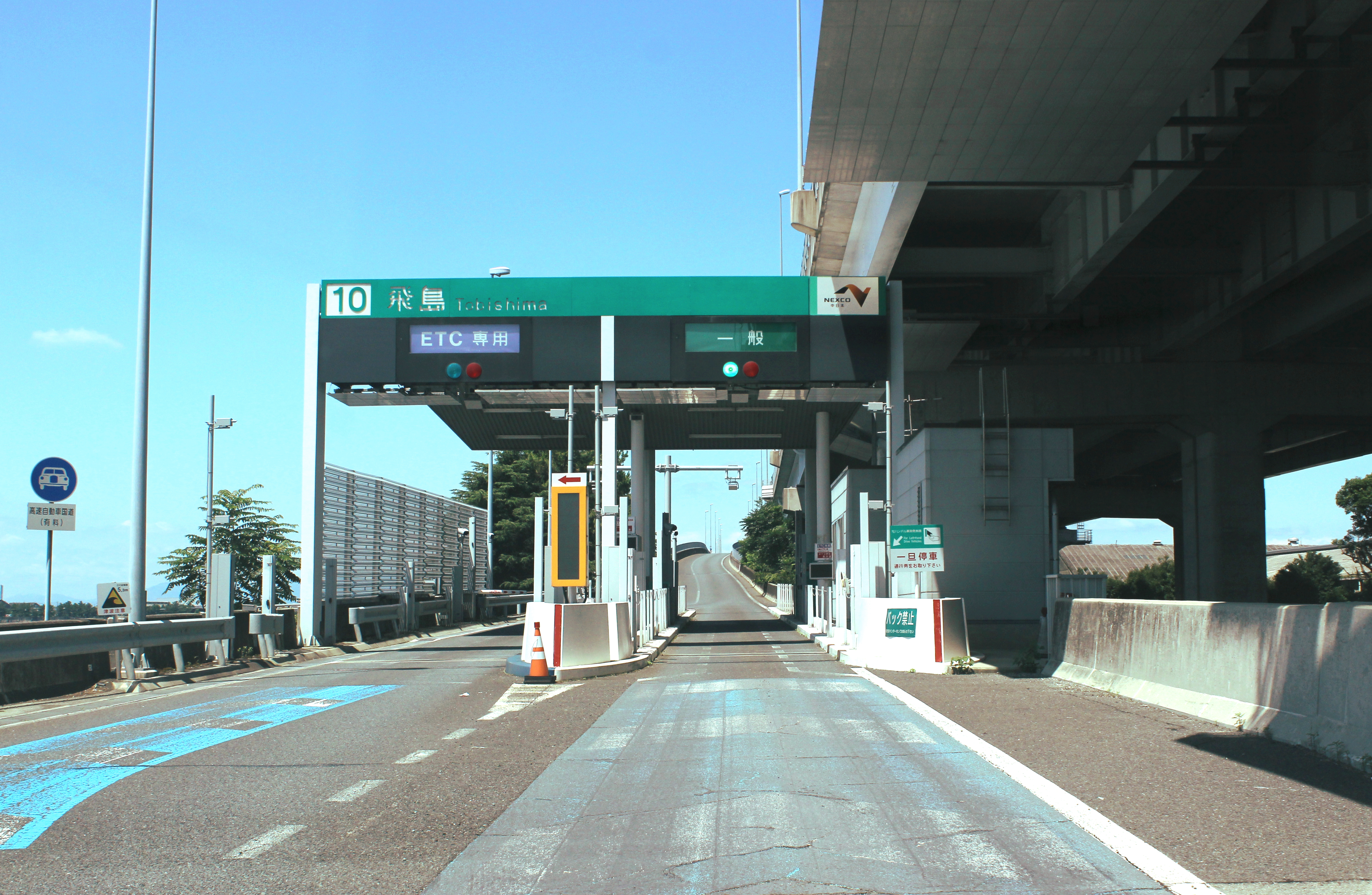
四日市方面への入口。

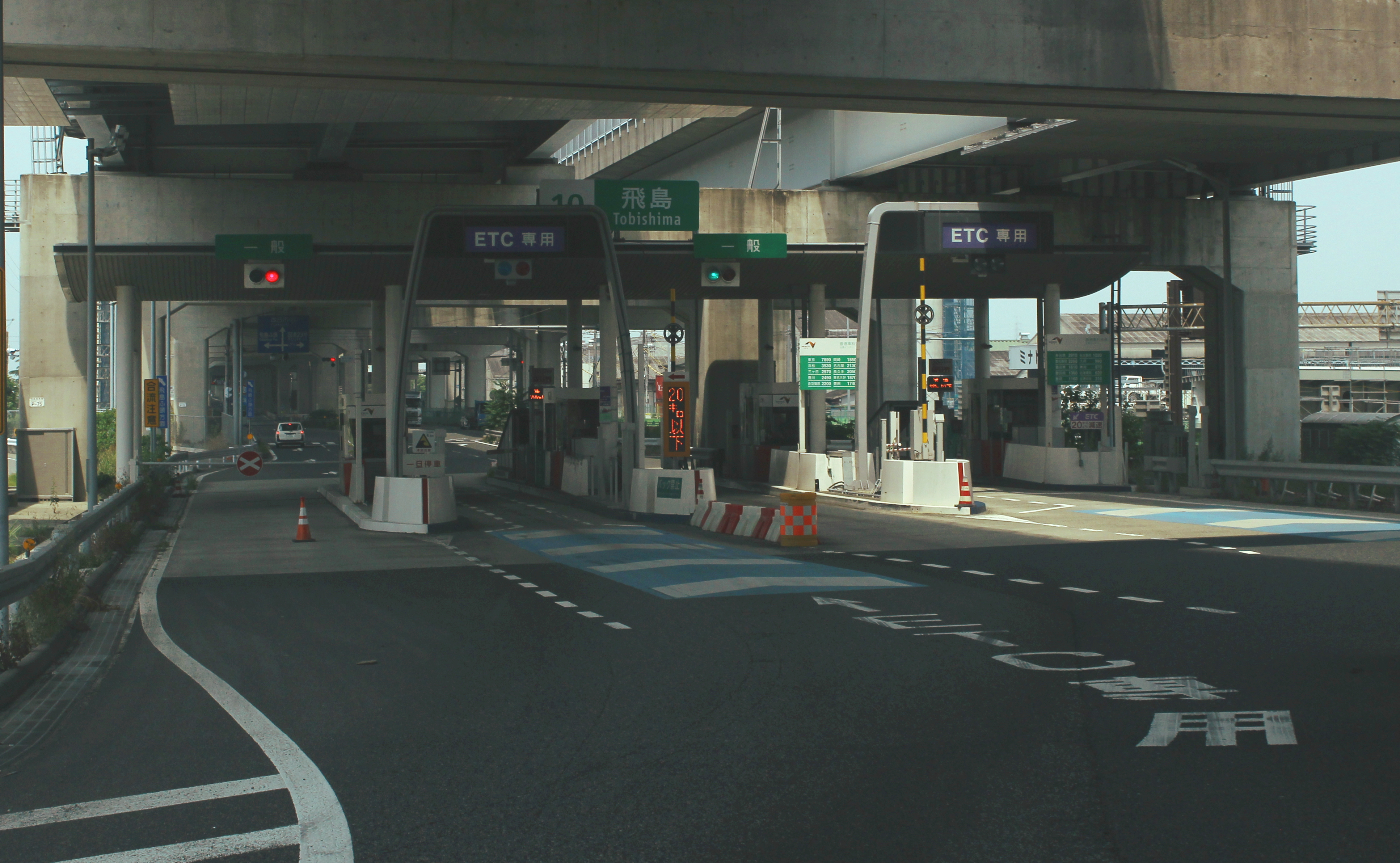
豊田方面からの出口。

レーン運用は、時間帯やメンテナンスなどの事情によって変更される場合がある。

### 入口

#### 豊田方面
- レーン数 : 2[13]
  - ETC専用 : 1
  - ETC/一般 : 1

#### 四日市方面
- レーン数 : 2[13]
  - ETC専用 : 1
  - 一般 : 1

### 出口

#### 四日市方面から
- レーン数 : 2[13]
  - ETC専用 : 1
  - 一般 : 1

#### 豊田方面から
国道302号（名古屋環状2号線）、弥富方面
- レーン数 : 4[13]
  - ETC専用 : 2
  - 一般 : 2

飛島ふ頭方面（左折専用）
- レーン数 : 2[13]
  - ETC専用 : 1
  - 一般 : 1

## 隣
E1A 伊勢湾岸自動車道
(9) 名港中央IC - (10) 飛島JCT/IC - (11) 湾岸弥富IC
 伊勢湾岸道路
(8) 名港潮見IC - (9) 名港中央IC - (10) 飛島IC